# 외계의 지적생명탐사

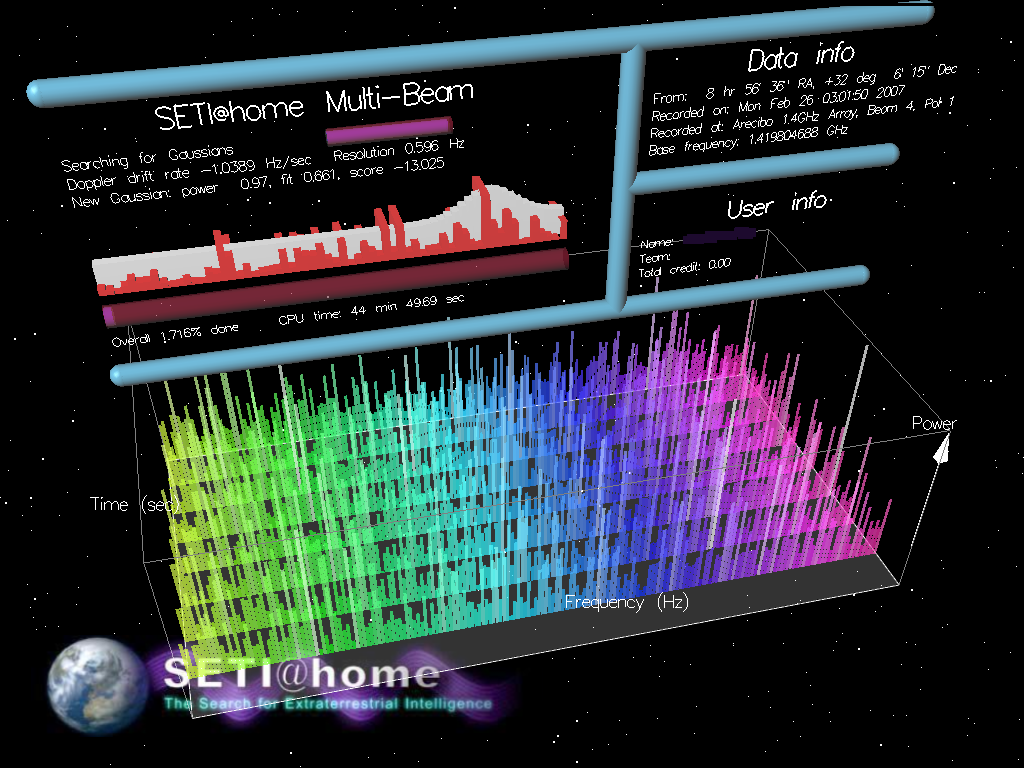
지원자에 의해 가동되는 SETI@home의 화면 보호기 모습.

외계의 지적생명탐사(영어: Search for Extra-Terrestrial Intelligence, SETI)는 외계 지적생명체를 찾기 위한 일련의 활동을 통칭적으로 부르는 말이다. 외계 행성들로부터 오는 전자기파를 찾아내거나 그런 전자기파를 보내서 외계 생물을 찾는 것을 목적으로 한다.
최초에는 미국 연방 정부의 후원을 받는 국가지원 프로젝트였으나 별다른 성과가 없자 예산 낭비라는 비판을 받아 지원이 축소되었다. 미국 내의 SETI 프로젝트는 분산 컴퓨팅 프로젝트 SETI@home 등을 통한 개인 및 수많은 과학자와 기업, 대학의 지원으로 수행되고 있으며 이외에도 다양한 나라에서 연합 및 개별적인 SETI 프로젝트가 진행되고 있다.

## 배경

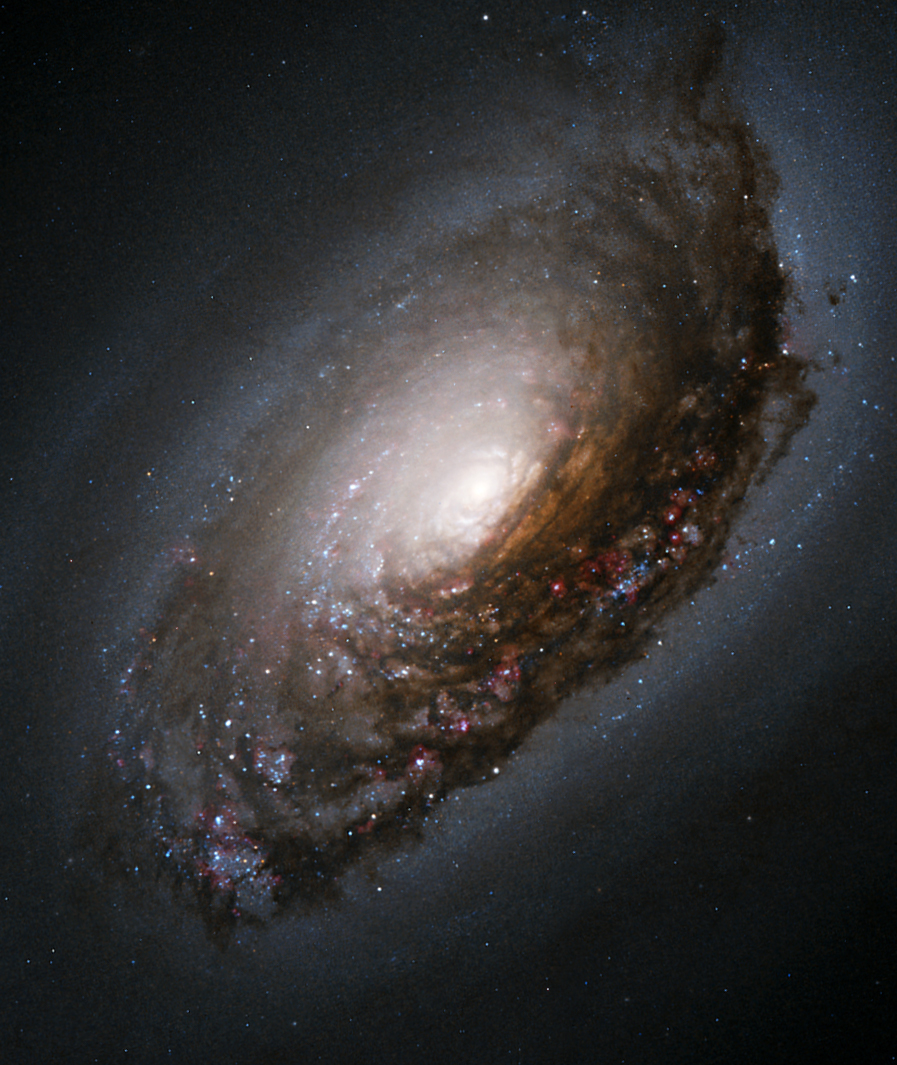
은하는 별들의 집합체이다. 위 은하는 검은 눈 은하이다.

고대 그리스의 철학자 에피쿠로스는 “우주는 무한하다. 그래서 우리가 모르는 생명체가 사는 곳도 수없이 많을 것"이라고 주장하였다. 고대 로마의 시인 루크레티우스는 “우주 어딘가 우리 지구와 같은 것이 있어 사람이나 동물이 살고 있을 것”이라고 기록하였다. 중세 이탈리아의 철학자 조르다노 브루노는 외계인설을 주창하다가 로마 가톨릭교회로부터 이단 판정을 받아 처형됐다. 조선 중기의 실학자 홍대용은 “우주는 무한하고, 지구가 그 중심이 아닐 수 있으므로, 생각할 수 있는 생물이 지구에만 있지는 않을 것“이라고 추측했다. 17ㆍ18세기에는 외계인에 대한 관심이 커져 네덜란드의 물리학자 크리스티안 하위헌스 등 천문학자들이 모여 외계인의 몸 구조에 대한 논문을 발표하였다.
이렇듯 외계 생명에 대한 관심과 논란은 오래전부터 지속되어 온 주제이다. 점차 우주론 및 생명 진화론 등 과학의 발달에 따라 지구와 같이 생명체 발생 가능한 행성의 존재 가능성이 높아졌다. 드레이크 방정식에서 볼 수 있듯 그러한 가능성을 과학적인 방법으로 증명하려는 노력은 계속되고 있다. SETI 프로젝트는 과학적인 방법으로 외계생명체의 존재를 찾고자 하는 노력의 일환으로 시행되고 있다.

### 전파의 구분
자연 발생 전파는 주기성이 없고, 전파 강도나 파장 분포가 종을 거꾸로 엎어 놓은 것 같은 모양을 지니고 있다. 인공 전파는 주기성이 있고 파형이 변화할 수 있으며, 특정 주파수 대에 국한 되는 협대역일 가능성이 높다. 이 차이는 전파를 보내거나 받을 때 자연 전파와의 구분을 가능하게 해준다.

### 극한 환경의 생물

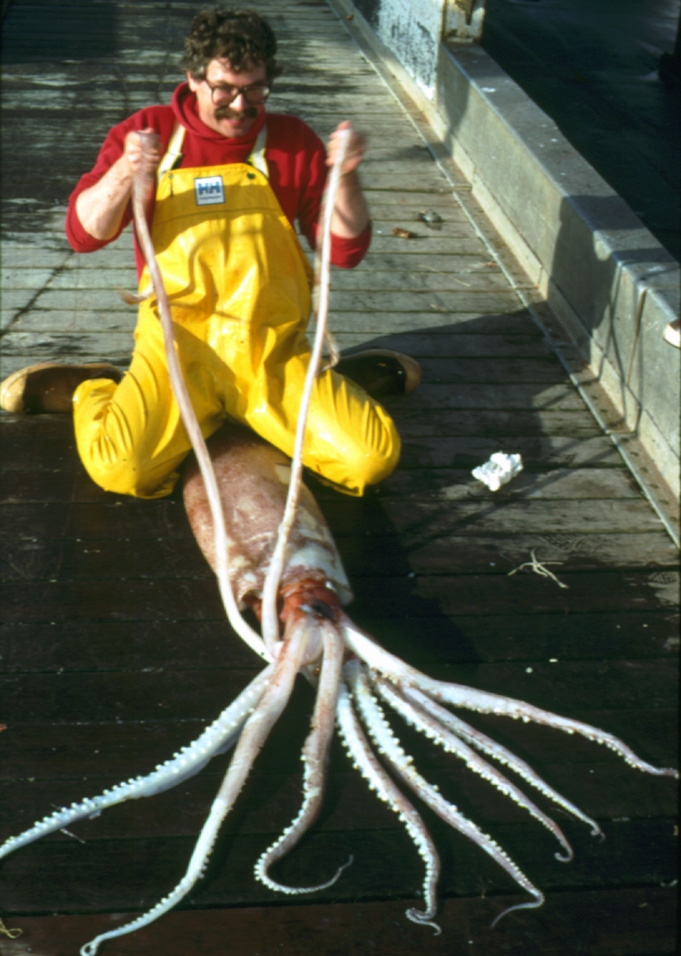
대형화는 심해 생명들의 생존 방식이다.

극한 환경이란 대부분의 생명체에게 생존에 있어 극단적이고 도전적인 지역 환경을 의미한다. 하지만 이러한 환경에서 생명이 발견되고 있다. 대표적으로는 심해 생물들이 있다. 심해는 2 km 이상 깊은 바다로 높은 압력의 극한 환경에 속한다. 이곳에는 식물이 아닌 동물만 존재하는데, 이들은 빛을 내는 발광화와 대형화로 구분된다. 발광화는 어두운 환경에서 서로를 알아보기 위한 것이다. 대형화는 저온과 적은 먹이로 느린 성장에 대응해 수명을 키우기 위한 것이고, 물질대사를 높여 수압을 견디기 위한 것이다. 또 심해 지각 활동으로 생성된 열수구에도 미생물과 새우가 살고 있는 것으로 나타났다. 이곳은 높은 용출수로 최고 온도가 350°C나 되는 지역이다. 현재까지 발견된 최고온 서식 미생물은 121도에서 증식하는 '스트레인 121'이며, 냉장고 내 온도인 섭씨 5도에서 자라는 미생물, 양잿물보다 독한 폐수에서 서식하는 미생물, 희박한 산소와 유기물 없는 화성과 비슷한 환경에서 성장하는 용암동굴의 미생물도 발견되었다. 이와 같은 극한 환경의 생물들은 외계 생명체의 가능성을 판단하는 데 중요한 역할을 하고 있다.

### 슈퍼 지구의 발견

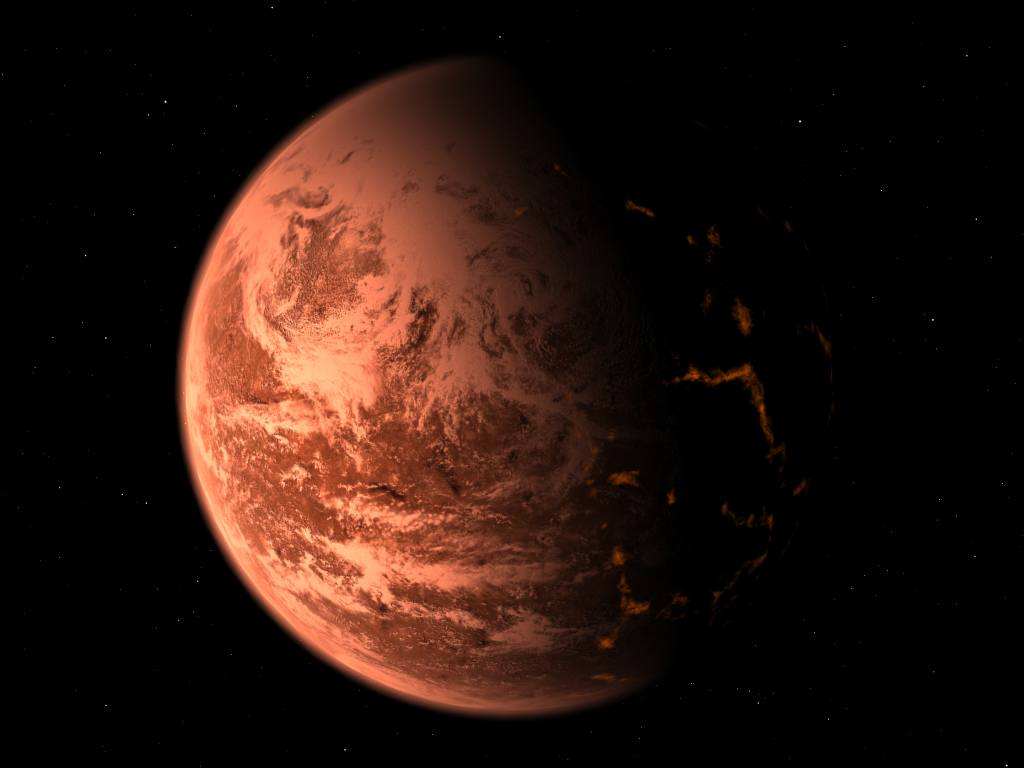
슈퍼 지구는 지구와 비슷한 환경이다.

슈퍼 지구는 태양계 밖 수많은 외계 행성 중 지구와 유사한 환경이면서 지구의 몇 배 크기를 지닌 행성이다. 행성 표면 온도가 액체인 물이 존재할 정도로 알맞은 상태의 거리인 '생명체 거주가능 영역'에 속한다. 인간이 거주 가능한 외계 지역으로 점처지며, 외계 생명체의 존재 가능성도 추측되고있다. 2005년 이후 꾸준히 발견되고 있다.

### 드레이크 방정식

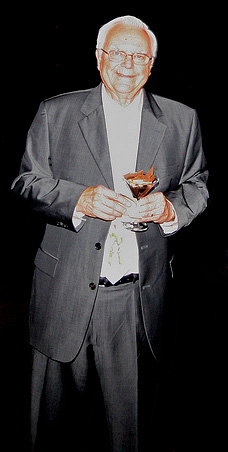
드레이크의 방정식은 교신 가능할 외계 생명체의 수를 추측하게 한다.

1960년대 프랭크 드레이크 박사에 의해 고안된 드레이크 방정식은 우리 은하 내에서 인간과 교신이 가능할 지적 외계 생명체의 수를 추측하게 한다.
드레이크 방정식의 변수는 7개이고, 6개까지의 계산은 확률 추정으로 계산한다.
우리 은하계 내 별의 숫자를 추정 ○약 4000억 개
별이 행성을 거느릴 개수 추정 ○대개 10개 정도·확률 10%
그 행성이 생물이 살기에 적합할 확률 ○10%
생명이 탄생할 확률 ○10%
지능이 진화할 확률 ○1%
항성 간 통신기술을 개발할 확률 ○10% 을 곱한다.
400만 개라는 계산이 나온다. 다만 이 중 대부분은 우리 은하계 탄생 이래 100억 년이 흐르는 동안 멸망해 지금은 존재하지 않을 수 있다.
마지막 일곱째 변수가 등장한다. ‘기술이 발달한 종은 얼마나 오래 살아남는가?’이다.
평균 1000만 년이라면 400만 개×1000만 년/100억으로 현재 그런 문명이 4000개 정도 존재한다는 답이 나온다. 존속기간이 1만 년이라면 그 숫자는 4개로 줄어든다.
이에 따라 부정적인 사람들은 1미만, 긍정적인 사람들은 100에서 1000개의 문명이 존재할 거라고 제시한다.

## 역사

### 연구소 설립 이전
1959년 주세페 코코니와 필립 모리슨의 논문으로 마이크로파장을 활용해 항성간 신호의 탐색이 가능하다는 것이 알려졌다. 외계 생명체 전파 탐사는 1960년대 전파 망원경이 천문학 연구에 활용되면서 시작되었다.
1960년 4월 8일 프랭크 드레이크의 구상이 오즈마 프로젝트라는 이름으로 아레시보 천문대에서 10년간 시행됐다. 표적은 생명 존재 가능성이 높은 고래자리 타우 별과 에리다누스자리 엡실론 별 이었다. 1961년 SETI의 첫 학술 모임이 미국에서 개최됐다. 이에 소련이 관심을 보였는데, 이는 미국 천문학자 칼 세이건과 소련 천문학자 이오시프 쉬클로브스키의 저서이며 이 분야의 선구자적 책인 ‘우주 내 지적 생명’(Intelligent Life in the Universe)이 만들어지는 계기가 되었다.
1967년 영국 케임브리지 대학교 대학원생 조셀린 벨 버넬은 1.34초에 한번의 주기를 갖는 전파를 발견했다. 이 신호는 외계인의 신호일 수 있다는 생각에 작은 초록 외계인(Little Green Man, LGM)으로 명명했으나 후에 펄사로 밝혀졌다. 첫 펄사의 발견으로 그의 지도교수인 앤서니 휴이시는 노벨상을 받지만 최초 발견자인 조슬린 벨 버넬은 무시되었다.
1971년 오즈마 2 프로젝트가 실시되었다. 전파 망원경을 이용해 5백 시간 동안 624개의 별을 대상으로 전파를 추적하는 프로젝트였다. 그러나 오즈마 프로젝트 1,2는 모두 실패하였다. 1973년 12월 오하이오 주립 대학교는 The Big Ear 천문대를 사용하기 시작하면서 SETI 프로젝트에 참여하게 되었다. 1974년 11월에는 아레시보 천문대를 통해 메시지를 쏘아보냈다. 아레시보 메시지라는 이름의 이 메시지는 허큘리스 대성단을 목표로 발신되어 27000년 도착할 예정이다.
1979년 버클리 대학교가 SETI 프로젝트에 참여하게 되었다. 1980년 천문학자인 칼 세이건, 브루스 머레이, 루이스 프리드먼은 SETI 연구를 위해 미국 행성협회를 창립하였다.

### 연구소 설립 이후

1974년 11월 보낸 아레시보 메시지의 내용은 다음과 같다.
밑에서부터 망원경, 태양계, 인류에 대한 정보, DNA의 분자, 세포핵, 중요 화학 원소, 수의 표현

1984년 SETI 연구소가 설립되면서 미국 항공우주국, 미국 국립과학재단, 몇몇 연방정부의 후원을 받는 국가지원 프로젝트가 되었다. 1985년 하버드 대학교 SETI 모임 주도의 메타 프로젝트가 시작되었다. 이 프로젝트는 100만 개 전파를 분석하는 것으로 천문학자 칼 세이건이 합류했고 1992년부터 캘리포니아 공과대학교도 합류하였다.
1993년 이 프로젝트가 국가 예산의 낭비라는 지적을 받자 미국 정부는 지원을 축소했다. 이에 활동이 멈출 위기에 놓였으나 휴렛 팩커드의 창업자인 윌리엄 휴렛과 데이브 팩커드, 마이크로소프트의 공동창업자인 폴 앨런, 인텔의 회장인 고든 무어 등 재계인사의 재정지원과 과학자들의 자원봉사가 이어져 지속하게 되었다.
1994년 62개국 1500명의 천문학자 회원들로 구성된 비영리 조직 'SETI 리그'가 출범하였다. 이들은 27개국 143개의 망원경을 네트워크화 해 하늘 전체를 실시간으로 탐사하는 아르구스(argus) 프로젝트를 실시했다. 1995년 메타 프로젝트는 피닉스 프로젝트의 이름으로 새로이 연장되었다. 200광년 거리 안 중에서 태양과 닮은 약 1천 개의 별에서 오는 전파를 조사하는 프로젝트이다. 조사 전파는 자연적 전파가 적은 1200 ~ 3000MHz의 마이크로파 대역으로, 외계 문명의 교신 대역으로 사용될 가능성이 높다는 판단에서였다. 이 프로젝트는 2001년까지 진행됐다.
1998년 웨스턴시드니 대학교가 운영하는 SETI Australia는 파크스 전파 망원경을 완공하여 Southern SERENDIP 프로젝트를 시작하게 되었다. 1999년 20광년부터 69광년 사이의 가까운 별들에 메시지를 보내기 시작하였다.
1999년 5월 하루 2기가바이트씩 쏟아지는 전파 신호를 분석할 슈퍼컴퓨터는 용량이 부족해져 분산 컴퓨팅 프로그램을 이용한 SETI@Home을 만들어 개인의 지원을 받기 시작하였다. 이는 1995년 이후 계속된 행성 발견의 영향으로 관심이 높아져 4개월 만에 전 세계의 120만 명에 육박하는 네티즌들이 참여하는 등 뜨거운 인기를 보여줬다., 또 1983년 8월 15일 보내졌던 '알타이르 (모리모토 - 히라바야시) 메시지'가 1999년 독수리자리 알타이르에 도착하였다. 이 메시지의 답신이 온다면 2015년 이후가 될 것이다.
2001년 폴 앨런이 기부한 약 2500만 달러(약 280억 원)로 앨런 망원경 집합체 42개가 건설되어 더 이상 다른 지역의 망원경을 빌리지 않게 되었다. 2003년 대한민국 정보통신부가 코리아앳홈 프로젝트를 시작하였다. 2004년 피닉스 프로젝트는 성과없이 종료되었다.
2009년 코리아앳홈의 운영이 종료되고 SETI Korea로 바뀌어 활동할 예정이었으나 보류되었다. 2011년 4월 캘리포니아 대학교 버클리의 기금 바닥으로 앨런 망원경 집합체는 운영이 중지되었다. 2011년 12월 미 항공우주국(NASA)의 슈퍼지구 케플러-22b의 발견으로 미 공군의 지원과 20만 달러의 기부금이 모여 운영이 재개되었다.
2015년 7월 20일, 러시아 투자회사 디지털스카이테크놀로지의 회장인 유리 밀러는 영국 왕립학회에서 브레이크스루 리슨(Breakthrough Listen) 프로젝트의 출범을 발표하였다. 유리 밀러는 스티븐 호킹 등 여러 과학자가 참여할 이 프로젝트에 10년간 1억달러를 지원할 예정이다.

## 방법
SETI의 방법에는 수동적 외계 지능 찾기(Passive SETI)와 능동적 외계 지능 찾기(Active SETI)가 있다. 수동적 외계 지능 찾기는 외계로부터 보내오는 신호를 받아 그들의 존재를 확인하는 방법이며, 능동적 외계 지능 찾기는 외계인을 찾아 나서는 방법으로 외계인에게 메시지를 보내서 그들의 응답을 받는 방법이다. 수동적 외계 지능 찾기는 과거 물리적 전파(pulse)만 사용했었으나 최근엔 외계 문명이 쓸지 모르며 수신 정확도를 높일 수 있는 레이저 전파(laser pulse)나 레이저 플래시(laser flash)를 이용한 탐사도 함께 진행하고 있다. 능동적 외계 지능 찾기는 생명체 존재 가능성이 있는 슈퍼 지구 등 다양한 장소로 전파를 보내고 있다.

## 시설과 세부 활동

### SETI 연구소
SETI 연구소(The SETI Institute)는 1984년에 설립된 미국의 비영리 단체이다. 캘리포니아주 마운틴 뷰에 위치하고 있다.

#### 앨런 망원경 집합체

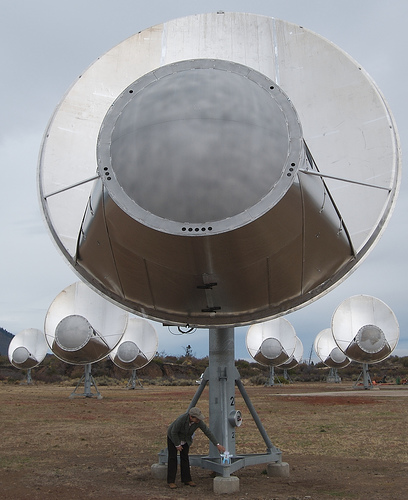
SETI@home에서 분석될 전파는 이 곳에서 수신된다.

앨런 망원경 집합체(Allen Telescope Array, ATA)는 미국 캘리포니아주 동북 지역에 있는 전파 망원경 군집이다. 햇크릭 전파 천문대 소속으로 2001년 폴 앨런이 기부한 약 2500만 달러(약 280억 원)로 42개를 만들어 활용하기 시작하였다. 이 망원경이 사용되기 전까지는 영국의 천문대와 아레시보 천문대를 빌려 1년에 20일만을 사용해왔다. 이 천문대는 외계 생명체로부터 발신됐을 가능성이 있는 500만개의 무선 주파수 신호를 탐지하고 있다.

#### SETI Live
SETI Live는 기존 여러대의 컴퓨터가 전파 신호를 분석하던 것과 다르게 사람이 직접 확인, 분석하는 프로젝트를 말한다. 이는 신호의 전체 파장을 일일이 걸러내지 못하며, 인공위성과 휴대전화 전파에 의해 방해를 받기도 하는 컴퓨터를 통한 분석의 단점을 인간의 감각적 능력을 통해 만회할 수 있다는 믿음에 근거하고 있다.
SETI 연구소와 시카고 애들러 천문대 소속 학자들이 추축이 되어 제작, 진행되고 있으며 남녀노소 누구나 참여 가능하다. 홈페이지에서 일반적 방해 전파와 조사 가치가 있는 특수 신호가 어떻게 다른지 등을 배울 수 있다. 참가자들은 호기심을 유발할 만한 특별한 신호를 발견한 경우 홈페이지에 직접 표시해 넣을 수 있으며 참가자들이 올린 특수 신호 중 같은 신호가 5명 이상에게서 올려질 경우 관측에 사용되고 있는 전파망원경이 외계 지적 생명체 신호 여부를 확인하기 위해 그 신호의 방향으로 재수신을 시도하게 된다.

#### 페이팔 갤럭틱 프로젝트
향후 인간의 우주 진출이 예상됨에 따라 페이팔측과 SETI, 우주관광협회(Space Tourism Society)는 공동으로 미국 온라인 결제 서비스 프로그램 '페이팔'의 우주용 버전인 '페이팔 갤럭틱'(PayPal Galactic)의 개발 프로젝트를 시작하기로 하였다.

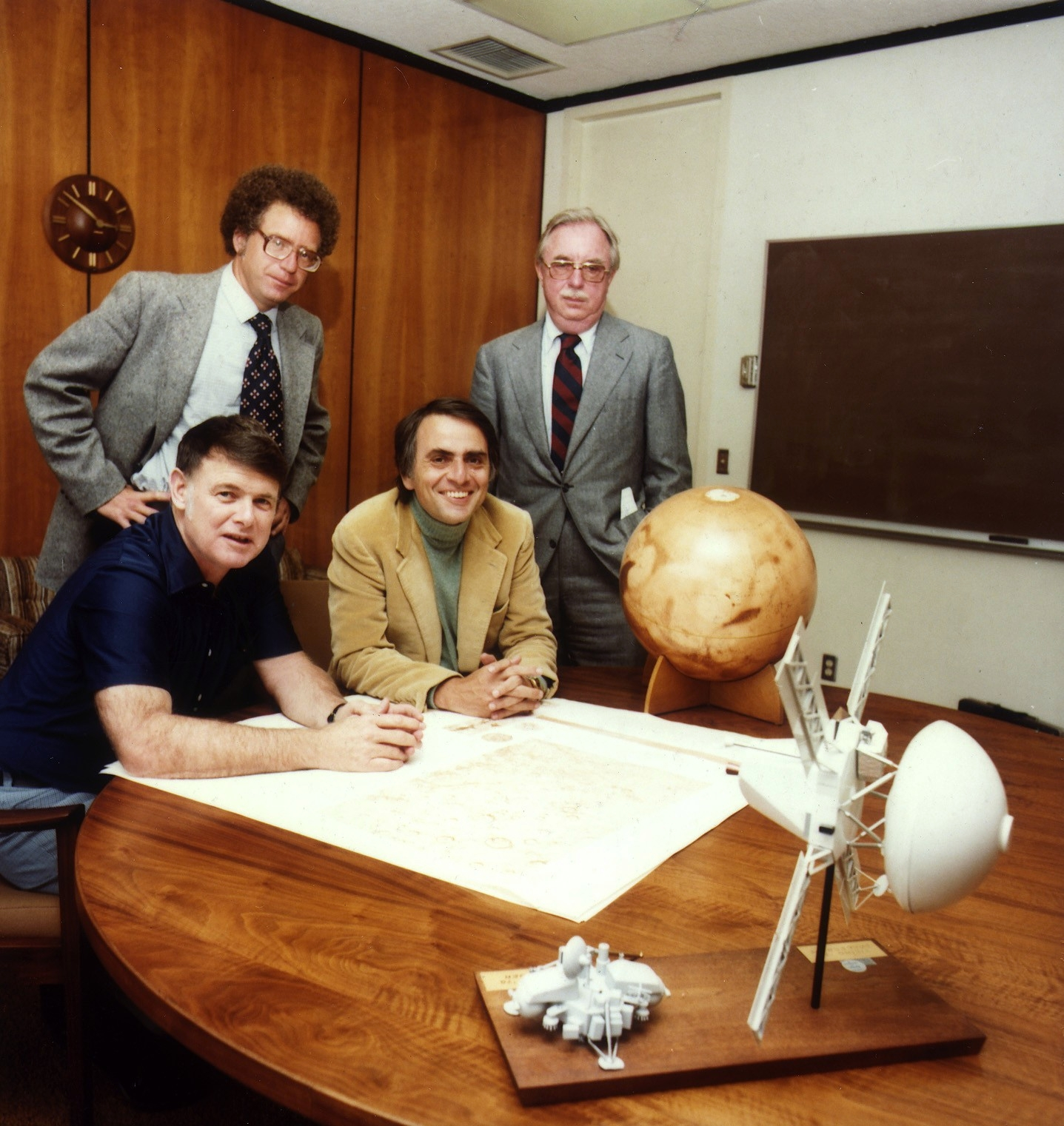
행성협회의 설립자들.

### 행성협회
행성협회(The Planetary Society)는 천문학과 관련된 많은 연구 활동을 하고 있는 NGO/비영리 단체이다. 이 단체는 1980년 칼 세이건, 브루스 머레이, 루이스 프리드먼이 세웠으며, 전 세계 125개국에서 참여하고 있다. 목적은 "사람들에게 또 다른 세상을 탐구하고 우리가 사는 세상을 이해하며 다른 곳의 생명을 찾아내도록 하자(To inspire the people of Earth to explore other worlds, understand our own, and seek life elsewhere.)"이다. SETI@Home을 비롯한 수많은 천문관련 프로젝트, 연구과제, 교육을 지원한다.

### 캘리포니아 대학교 버클리

#### SERENDIP
SERENDIP(Search for Extraterrestrial Radio Emissions from Nearby Developed Intelligent Populations)은 1979년부터 참여하기 시작한 캘리포니아 대학교 버클리가 진행하고 있는 SETI 프로젝트이다.

#### SETI@Home

Astropulse v5.05의 동작

1999년 5월 하루 2기가바이트의 전파 신호를 분석하던 SETI의 슈퍼컴퓨터는 용량이 부족하게 되어 분산 컴퓨팅 프로그램을 이용한 SETI@Home을 만들어 개인 지원을 받기 시작하였다.
이는 전 세계에 퍼져있는 개인 컴퓨터에 분석 프로그램을 설치하고 수신된 전파 데이터를 잘게 나누어 전송받아 분석한 결과를 취합함으로써 거대한 슈퍼컴퓨터와 맞먹는 능력을 갖는 방식이다. 2013년에는 BOINC가 앱을 개발함에 따라 스마트폰, 태블릿의 안드로이드 운영 체제 기기에서도 참여가 가능하게 되었다. 이에 따라 전 세계인이 분석에 참여할 수 있게 되었다.
초기에는 1995년 이후 계속된 행성 발견의 영향으로 관심이 높아져 개방 4개월만에 전 세계에서 120만 명에 육박하는 네티즌들이 참여하는 등 뜨거운 인기를 보여줬다. 2015년 2월 전 세계 약 19만 명의 사용자가 활동 중이며, 초당 평균 712 테라플롭스(TeraFLOPS)의 부동소수점 연산을 기록하고 있다.
최초에는 SETI@Home의 분석을 위한 별도의 프로그램을 이용하여 분석하였으나 2005년 BOINC(Berkeley Open Infrastructure for Network Computing)라는 분산컴퓨팅을 위한 플랫폼의 한 프로젝트로 참여하고 있다. 기존의 SETI@Home은 구분을 위하여 SETI@Home Classic 이라 불리고 있다.

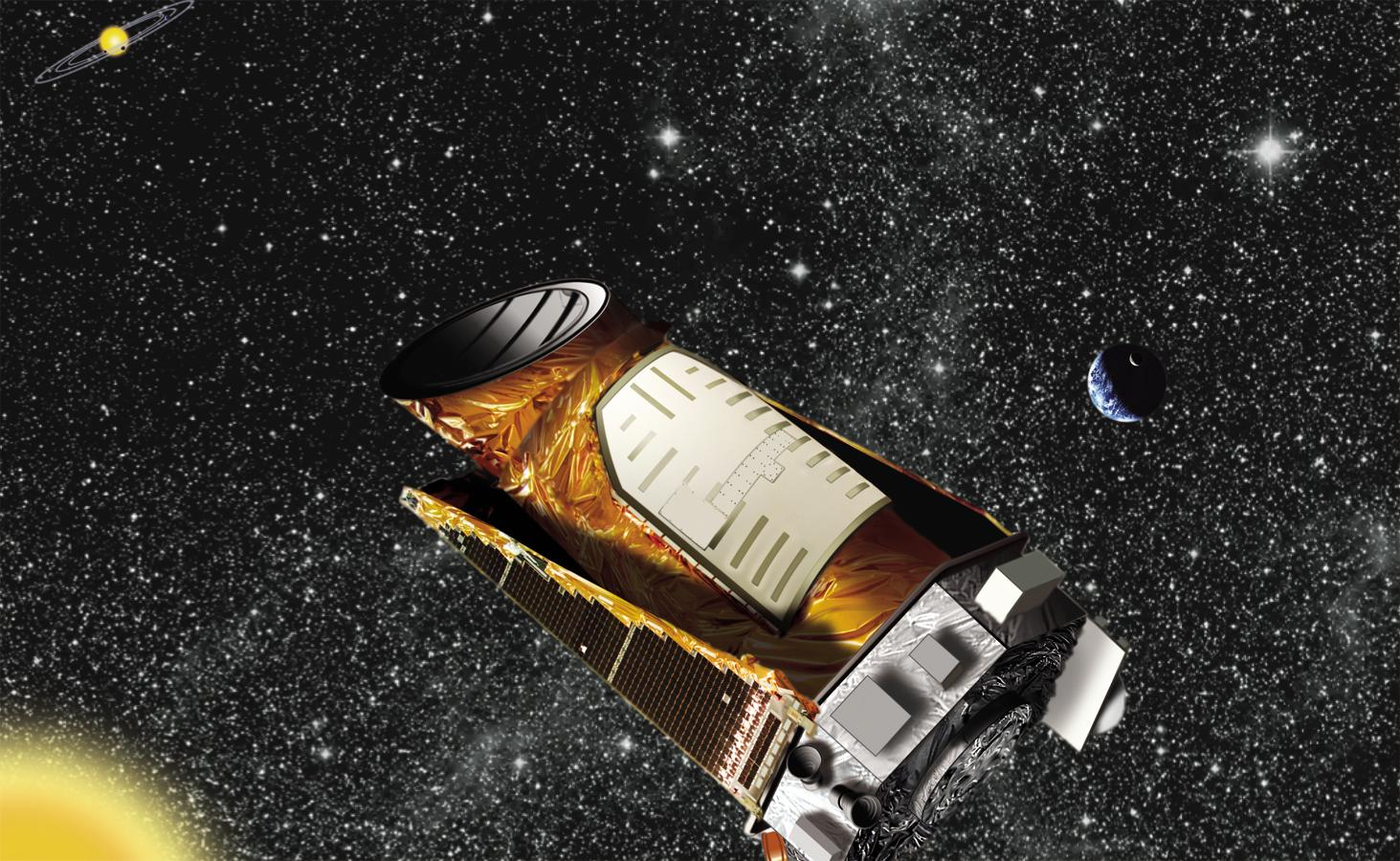
화가의 케플러 망원경 상상도

#### 케플러 SETI
케플러 SETI(Kepler SETI)는 케플러 계획에 따라 2009년 3월 발사된 케플러 우주 망원경을 통해 받아진 신호를 분석하는 프로젝트이다. 케플러 우주 망원경은 외계 지적 생명체 신호 탐색과 더불어 생명체가 살만한 슈퍼 지구를 찾는 데도 쓰이고 있다.

### 웨스턴시드니 대학교

#### SETI Australia
SETI Australia를 운영하는 웨스턴시드니 대학교는 1999년 파크스 천문대가 완공됨에 따라  Southern SERENDIP 프로젝트를 시작하게 되었다. 1999년 20광년부터 69광년 사이의 가까운 별들에 메시지를 보내기 시작하였다.

### 한국천문연구원

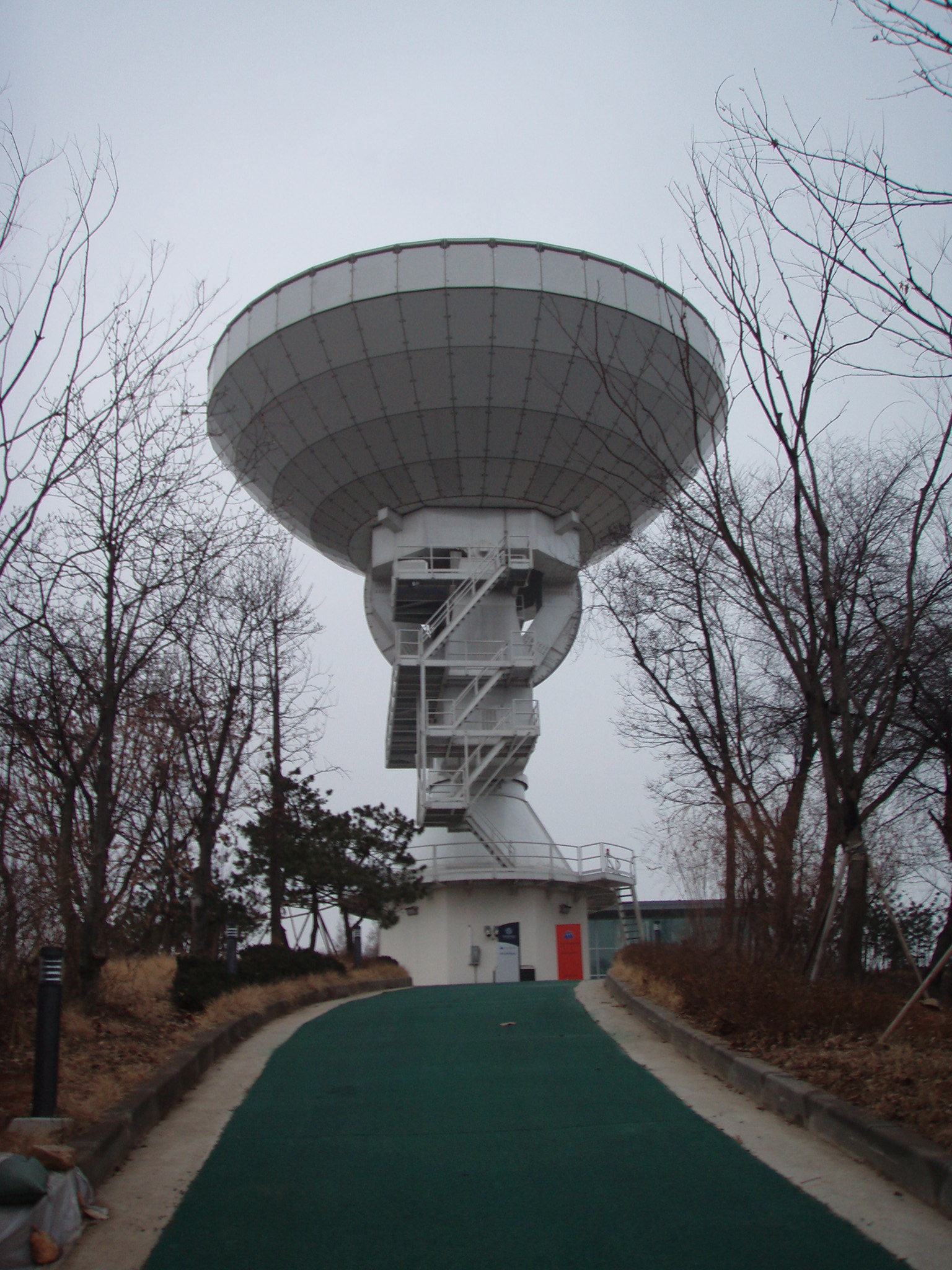
연세전파천문대

한국천문연구원(Korea Astronomy and Space Science Institute)는 대한민국의 천문우주과학 분야의 정부출연 연구기관이다. 코리아앳홈의 개편 프로젝트인 SETI korea를 개발 중에 있다.

#### 한국우주전파관측망
한국우주전파관측망(KVN, Korean VLBI Network)은 연세전파천문대, 울산전파천문대, 탐라전파천문대로 구성된 대한민국의 전파 망원경 네트워크이다. 2008년부터  한국천문연구원을 통해 운영되고 있다. SETI korea 프로젝트에 사용되며 이곳에서 관측된 전파는 한국과학기술정보연구원의 컴퓨터를 통해 분석된다.

## 발견
발견된 특수 신호가 지적 외계 생명체의 신호인지 확인하기 위해서는 반복적인 신호 수신이 이루어져야 한다. 그렇지 않은 신호는 의심 신호로 남겨진다.

### Wow! 신호

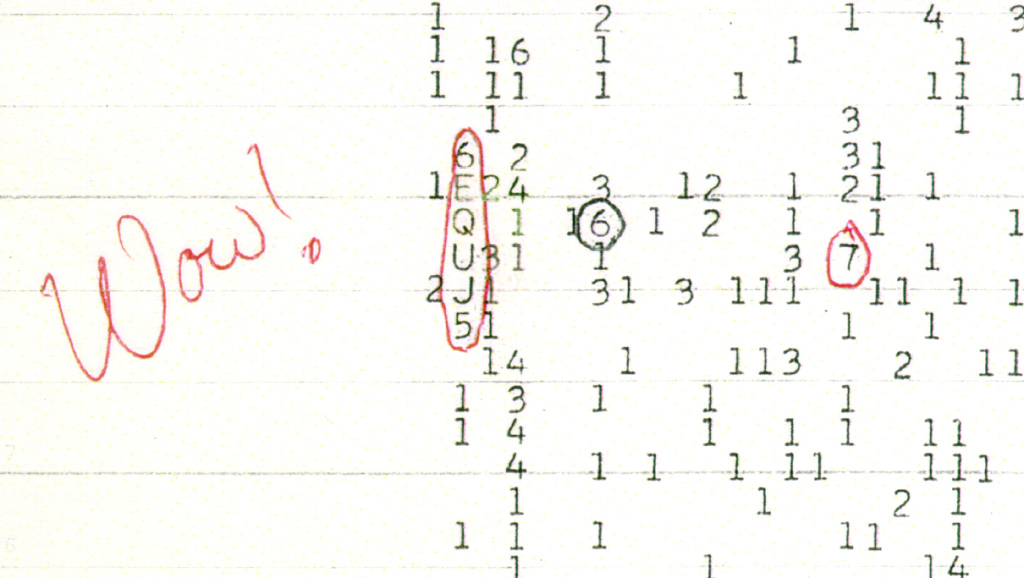
제리 R. 이만의 당시 로그 종이

1977년 8월 15일 밤, 세티 프로젝트의 일반 참여자이자 대학 교수였던 제리 R. 이만은 탐지된 전파의 컴퓨터 로그를 인쇄하여 분석하던 중 특별한 신호를 발견하고 놀라 종이에 Wow! 라고 적어 Wow! Signal(와우 시그널, 또는 와우 신호) 이라고 불리고 있다.
이 신호는 외계 신호일 가능성이 있는 강한 협대역 신호이다. Big Ear telescope에서 72 초간 수신되었다. 위치는 궁수자리 안쪽이다. 그러나 이 신호는 그 이후로 발견되지 않았다. 여전히 이 신호의 정체는 논란으로 남아있다.

### 2007년 파크스 천문대 신호
2013년 호주 연방과학원은 2007년 파크스 천문대를 통해 관측된 전파가 기원 불명의 전파로 확인됐다고 밝혔다. 분석한 결과 10초 간격으로 1밀리초(1/1000초) 동안 4번에 걸쳐 다른 방향에서 관측됐으며, 거리는 지구로부터 약 110억 광년 거리에서 온 것이다. 특히 감마선에서 엑스선이 함께 관측되지 않았다는 점에서 일반적으로 감마선폭발 때나 블랙홀 충돌, 증발 때 관측되는 것과는 다른 신호이다. 이에 대해 SETI의 라비르 바탈 박사는 “기계적 결함이나 우주에서 온 무의미한 광학 잡음일 수도 있지만 외계 문명이 보낸 메시지일 가능성도 있다. 중요한 것은 단 한 번도 이 같은 신호가 관측된 적이 없었다는 점이다."라고 말하였다. 이 관측 결과는 2013년 7월 5일자 사이언스지에 발표됐다.

### 2012년 케플러 망원경 신호
2012년 케플러 망원경을 통한 케플러 SETI는 협대역 신호를 발견하였다. 위치는 KOI-812와 KOI-817이다.
하지만 그 후, 망원경의 잡음 또는 흔들림으로 발생한 신호임이 밝혀졌다.

## 영향

### 분산 컴퓨팅 프로젝트의 발전

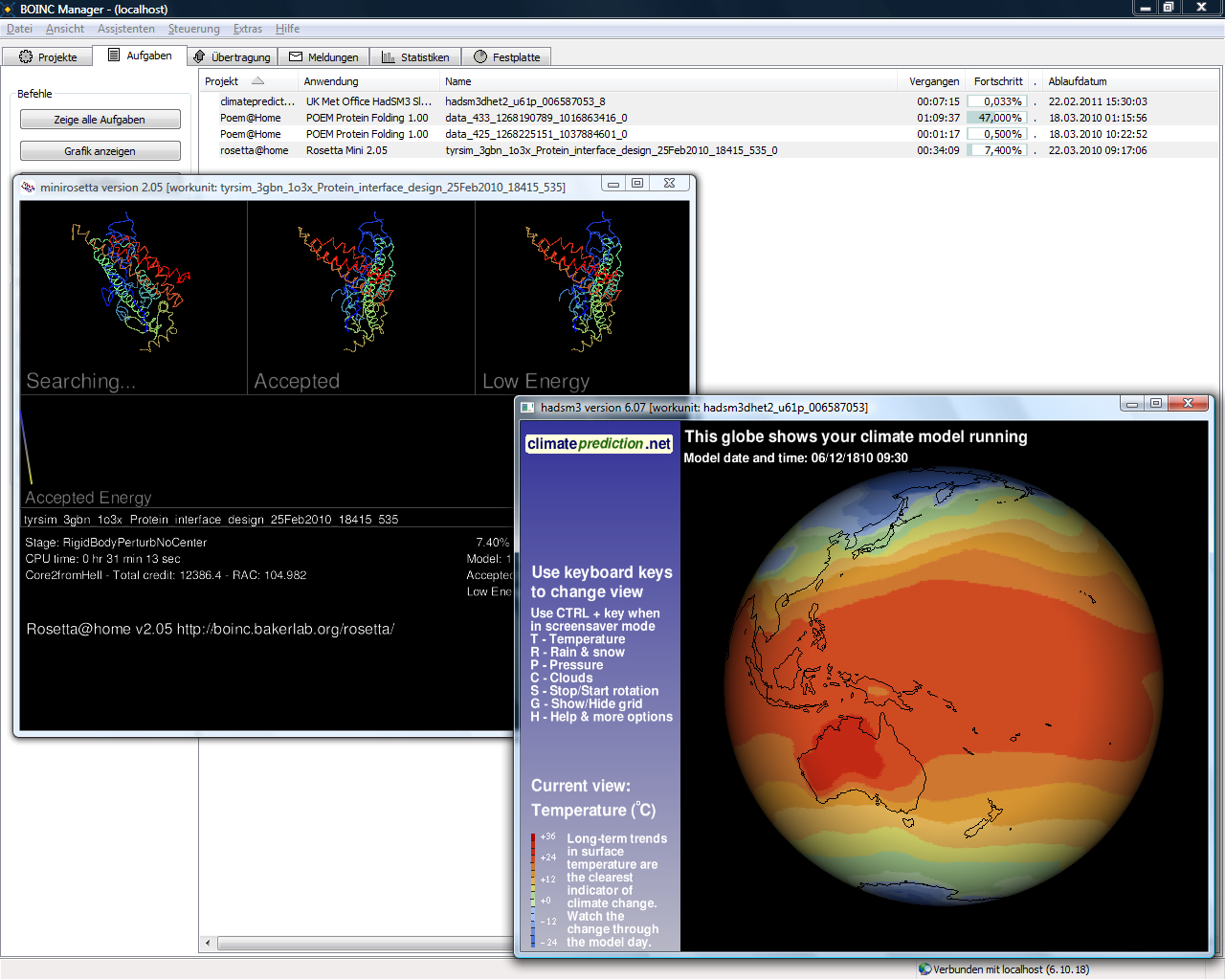
BOINC를 통해 분석되고 있는 Rosetta@home과 Climateprediction.net의 그래픽 화면

SETI 이후 이를 벤치마킹한 프로젝트가 수학, 의학, 분자 생물학, 기후학, 천체물리학 등의 다양한 분야에서 생겨났다. 더불어 SETI@home을 위해 만들어진 분산 컴퓨팅 프로그램인 BOINC는 후에 생겨난 일부 타 분산 컴퓨팅 프로젝트에게 제공되어 시너지 효과를 내게 되었다.
2006년 엔비디아가 그래픽 처리 장치를 분산 컴퓨팅에 이용하게 해주는 CUDA를 내놓았다. 2008년 AMD도 ATI 스트림(Stream)을 내놓았다. 이에 CPU로만 가동되던 분산 컴퓨팅은 GPU을 함께 활용함으로써 이전보다 20배 더 빠른 속도를 갖게 되었다. 이젠 컴퓨터 외에도 플레이스테이션 3와 스마트폰, 태블릿의 안드로이드 운영체제를 활용할 수 있게 되었다.
전파 분석을 통해 중력파를 찾아내어 중성자별과 블랙홀을 확인하는 Einstein@Home이 2010년 처음으로 빠르게 회전하는 펄사 `PSRJ2007+2722`를 발견하는 등 분산 컴퓨팅 프로젝트는 점차 효과를 나타내고 있다. 2012년 2월 BOINC를 통해 이뤄지는 분산 컴퓨팅 프로젝트는 70개에 육박하고 있다.

### 소설·영화의 소재
SETI의 활동은 공상 과학 소설과 영화의 소재가 되었다. 미국의 천문학자이자 많은 SF 작품을 남긴 칼 세이건 원작의 소설 《콘택트》와 이를 영화화한 《콘택트》는 SETI의 공동 창립자인 질 타터 박사를 모델로 한 작품으로 초반에 주인공이 외계 신호를 수신하면서 SETI가 등장한다. 2009년 다음 만화 속 세상에서 '천체 몽상 청춘물'이란 장르로 웹툰 드라마 `세티`가 연재되었다. 웹툰 드라마는 만화와 영상을 함께 사용한 드라마이다.

### 과학과 종교 간 논쟁의 요소

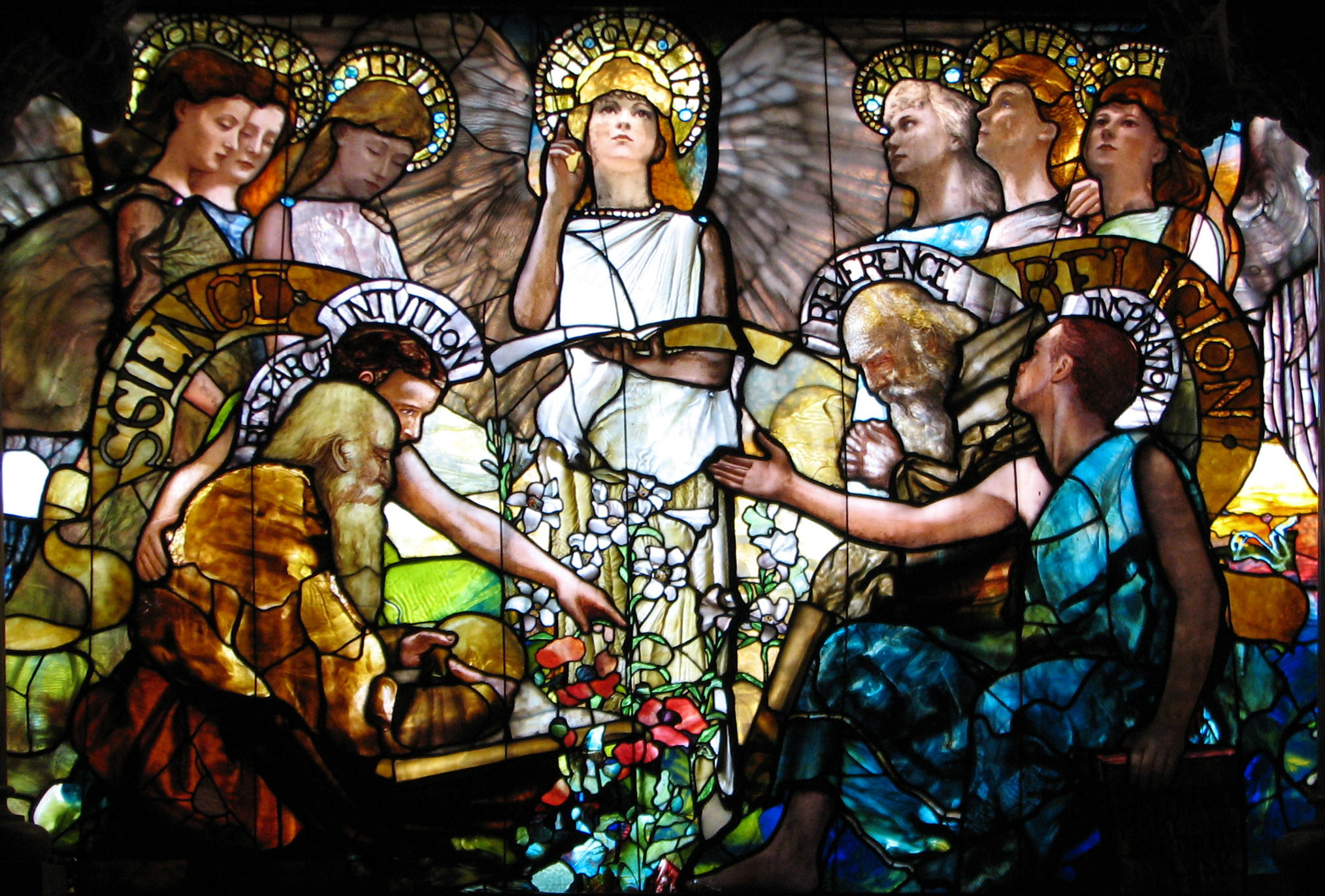
과학과 종교가 화합을 이루는
장면을 그리는 작품 《교육》(1890)

과학과 종교의 논쟁은 인류의 역사에서 전 세계적으로 다양한 형태를 가져왔다. 종교는 믿음으로써 사실들을 검증하고, 과학은 사실로써 또 다른 사실을 검증하려 하는 등 서로 대립하거나 상호 보완의 관계가 된다.
SETI 프로젝트는 진화론에 근거를 두고 있다. 이는 개신교와 이슬람교가 지지하는 창조론에 반대되는 활동으로 여겨져 과학과 종교 간의 논쟁 요소로 자주 등장하고 있다.

## 비판과 논란

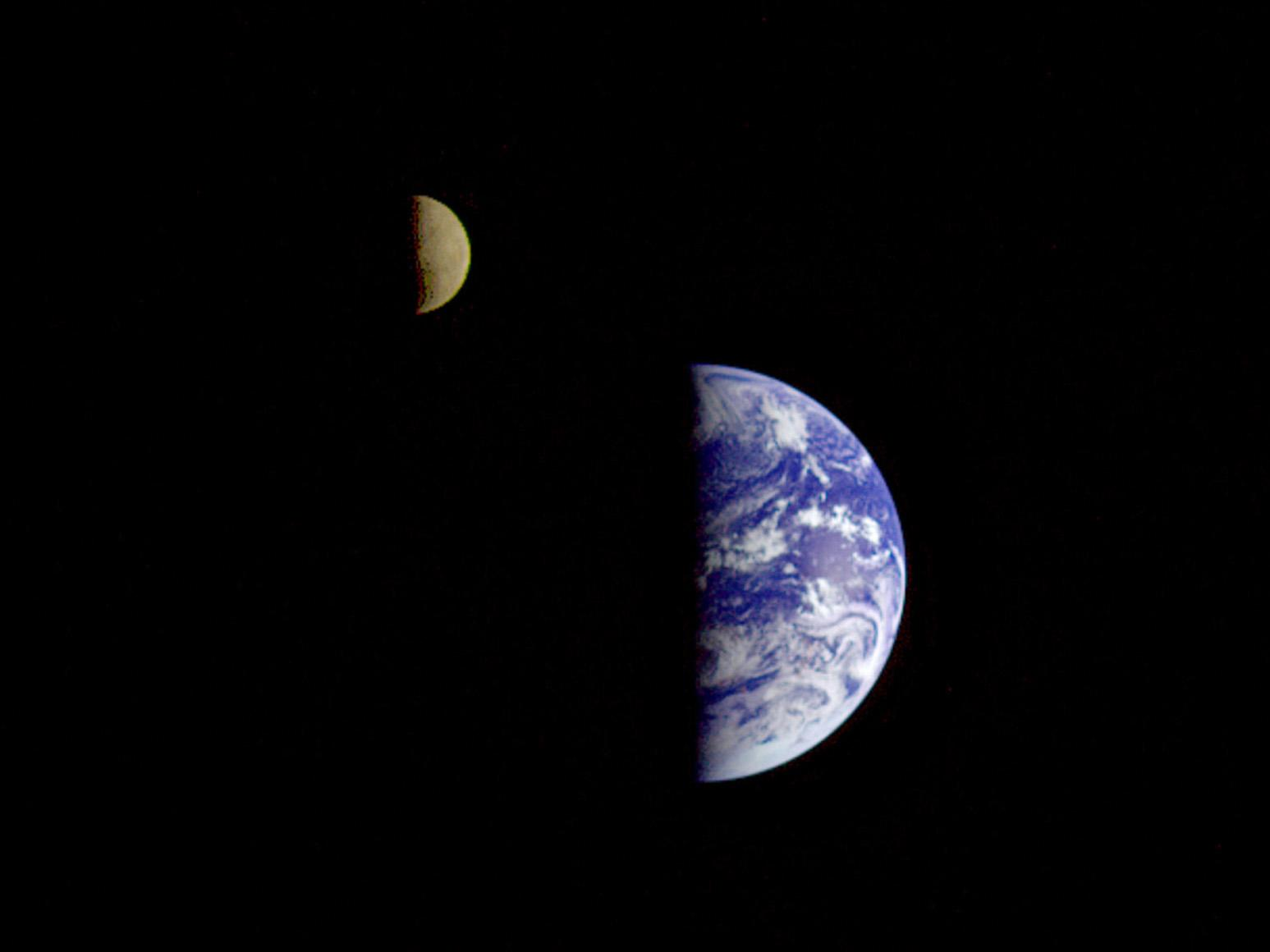
인간이 살고 있는 지구와 달

### 낭비
미국의 여론조사기관 해리스 인터랙티브의 2007년 조사에 따르면, 미국 성인 35%가 ‘외계인이 있다’고 생각한다고 답하였다. 이와 관련해서 미국 내의 비판자들은 SETI 프로젝트가 어떠한 성과도 이루어 내지 못하고 있어 돈과 시간 낭비라는 비판을 받고 있다. 하버드대 동물학자 언스트 메이어는 "우리는 꿈이 아닌 현실을 다뤄야 한다. SETI는 희망 없는 시간낭비일 뿐이다"라고 말하였다. 이로 인해 미국 의회도 93년 SETI에 대한 지원을 줄이기도 하였다. SETI 과학자들 또한 이러한 어려움을 인정하였다. 캘리포니아 마운틴뷰의 SETI 프로젝트에 참여한 질 타터는 "우리가 목표를 이루는 데는 수십 년이 걸릴지도 모른다. 아무도 성공을 장담하지 못한다. 우리는 다만 최선을 다할 뿐이다."라고 말하였다.

### 지구인 노출
스티븐 호킹은 2010년 8월 4일 우주와 같은 큰 영역에 지구만이 유일한 생명체 진화의 공간이라고 보긴 어렵다는 주장을 하며 "외계인들은 고향별의 모든 자원을 소진하고 식민지로 삼을 별을 찾아다닐 것으로 상상된다. 이로 인해 이들을 만나는 것은 우리에게 재앙이다."고 말했다. 이러한 추측으로 우주로 지구인의 메시지를 보내는 능동적 외계 지능 찾기 방법은 적대적이고 위험한 외계인에게 지구 인류를 노출시킬 수 있다는 비판으로 이어지고 있다. 하지만 반대로 외계 생명체의 전파를 감지할 가능성이 극히 미미하기에 그와 같은 걱정은 기우라는 반대 의견도 존재하는 등 의견이 분분하다.

### 탐사 방향
천체물리학자이자 캘리포니아 주립대 명예교수인 그레고리 벤퍼드 어바인과 물리학자 제임스 벤포드 쌍둥이 형제는 "외계 생명체가 SETI 프로그램이 찾고 있는 지속적인 전방향 신호에 비해서 비용이 최적화되고 좁고 집중된 신호를 보낼 것"이라고 말했다. 이는 지향성 깜빡 신호로 '벤포드 신호'로 불린다. 또 "SETI의 탐사는 새로 형성된 은하 가장자리 보다 우리의 은하, 특히 별의 90퍼센트가 몰려 있고 10억년 정도가 더 오래된 중심부에 집중돼야 한다"고 지적했다.

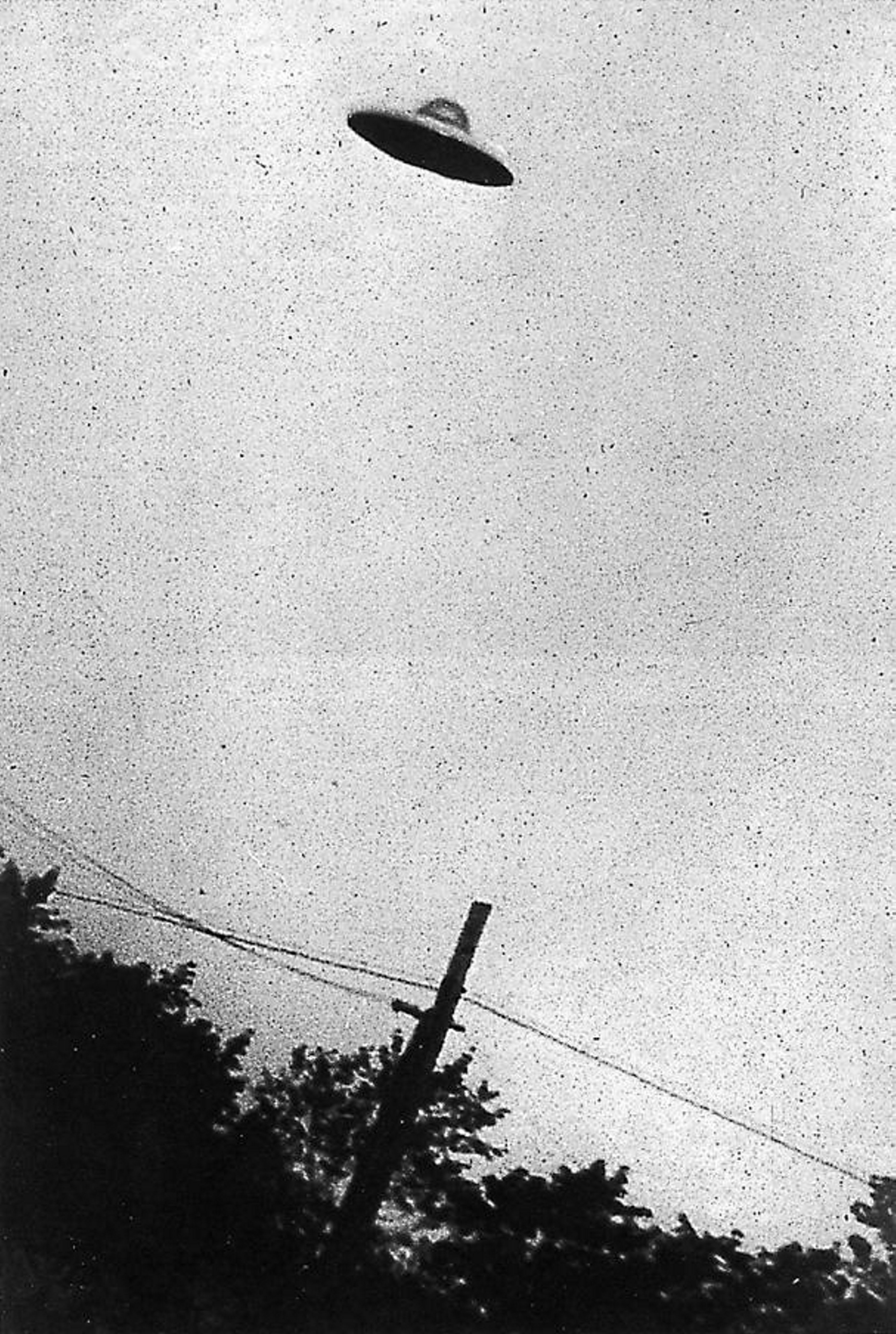
1952년 7월 31일,
미국 뉴저지주 하늘의
미확인 비행 물체

### 구탄 행성 우주선 접근 루머
2010년 12월 22일 러시아 일간지 《프라우다》(Pravda)는 SETI의 보도를 인용해 "3대의 거대한 우주선이 지구를 향해 다가오고 있다. 이 우주선들은 현재 명왕성 궤도 너머에 있으며 곧 화성 궤도까지 도달할 것이며, 우주선 3대 중 가장 큰 것은 지름이 240km에 이른다."고 보도하였다. 이에 네티즌들이 트위터를 통해 SETI에 문의한 결과 SETI 측은 "유감이지만 사실이 아니다!"라며 보도를 부인한 것으로 알려졌고, SETI 홈페이지에서도 이에 관한 발표 내용을 전혀 찾을 수 없었다.
그러나 힐러리 클린턴이 외계인과 관계를 맺었다거나 사담 후세인과 오사마 빈라덴이 연인이라는 기사, 고인이 된 엘비스 프레슬리가 햄버거가게에서 나오는 합성사진보도 등 출처나 정보 입수 경로가 명확하지 않은 내용을 담기로 유명한 신문인 미국 위클리월드뉴스는 2012년 2월 6일, 스웨덴 해저탐험대가 발트해 바다 아래에서 UFO를 발견했다는 2011년 7월 말, 2012년 1월 말 보도를 근거로 "발트해 심해에서 우주선이 발견돼 UN이 전문가들을 급파했다. 현재까지 29대의 우주선이 목격됐다. 외계의 구탄행성에서 우주선이 날아와 지구를 공격할 것."이라고 보도하였다. 이 정보는 대한민국에 전해져 네티즌들 사이에서 지구종말론과 함께 거론되는 등 논란이 되었고 2012년 3월 18일 MBC 신비한TV 서프라이즈에서 이를 다루기도 하였다.

## 같이 보기
- SETI@home (세티앳홈)
- 외계 생물
  - 미확인 비행 물체
  - 동물원 가설
- 외계 행성
  - 슈퍼 지구